# Благовещенский, Николай Николаевич (медик)

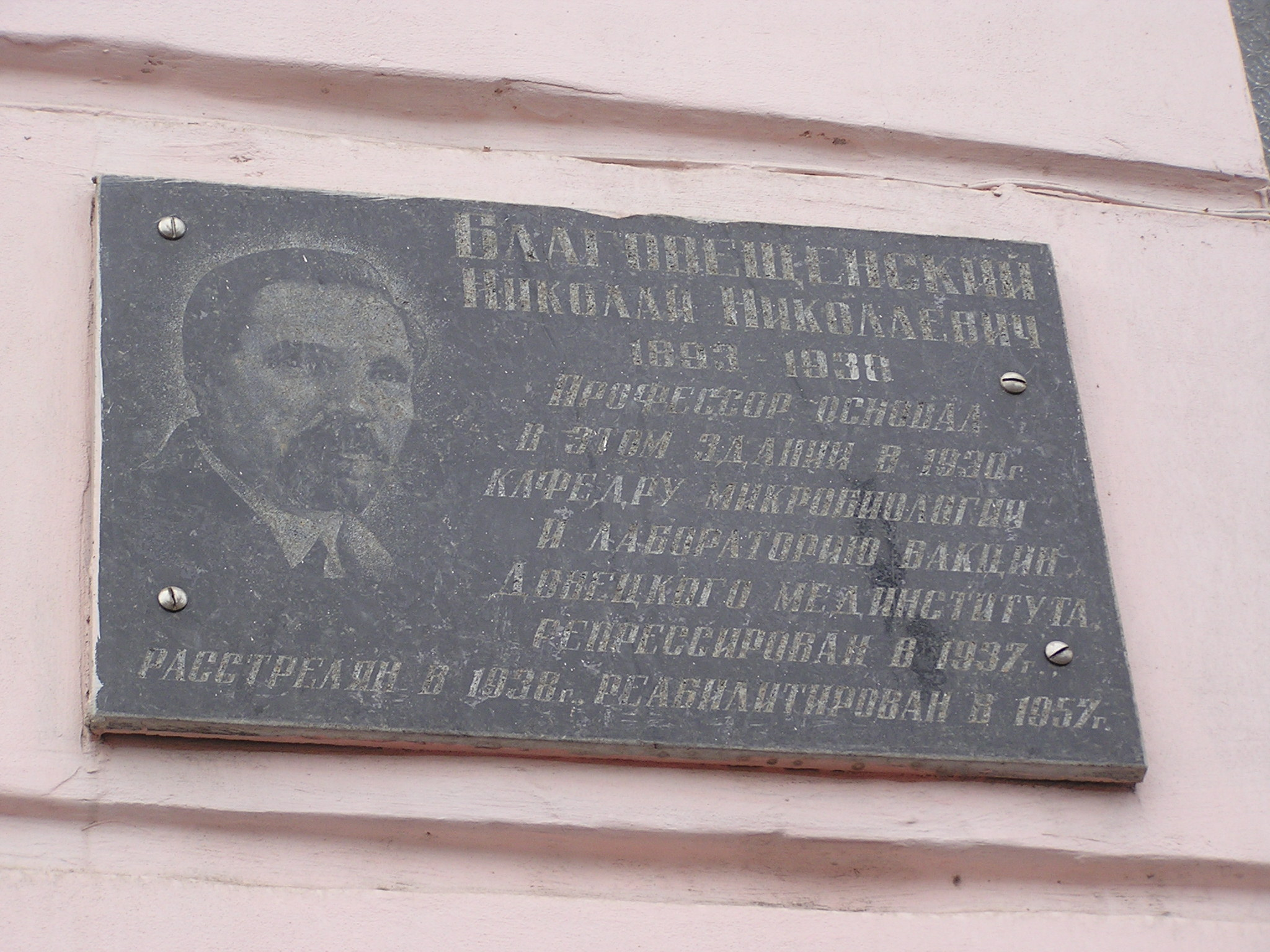
Мемориальная доска в Донецке на здании первой городской больницы г. Донецка (на улице П.Постышева)

Николай Николаевич Благовещенский (1893, село Лунёво, Калужская губерния — 1938, Москва) — российский врач-бактериолог, учёный, педагог.

## Биография
Родился в семье священника. Поступил в духовную семинарию, которую окончил в 1910 году.
С 1910 по 1915 год учился на медицинском факультете Варшавского университета.
В 1915—1918 гг — врач-бактериолог в ростовской клинике Ростовского бактериологического института под руководством В.А. Барыкина.
С 1918 по 1928 год — в Казани под руководством В. М. Аристовского в Казанском бактериологическом институте и на кафедре микробиологии Казанского университета. Публикуется в «Казанском медицинском журнале». Научные работы посвящены сибирской язве, туберкулёзу, дифтерии, скарлатине, спирохетозу, кокковой инфекции.

Получает звание профессора.
В 1929 году публикуется монография «О местном иммунитете». Работа получила широкое признание и актуальна до сих пор.
В 1930 году приглашён для работы в Сталинский медицинский институт. Открывает в институте кафедру микробиологии и становится первым её руководителем.

## Научная деятельность
За время работы в Сталинском медицинском институте опубликовал 79 работ в «Анналах Мечниковского института», «Журнале микробиологии, эпидемиологии и иммунологии», «Микробиологическом журнале», «Экспериментальной медицине», «Международном архиве экспериментальной медицины». Работы посвящены профилактике инфекций, иммунологии, в частности изучению патогенеза инфекций и иммунитета и проблеме бактерионосительства.

## Репрессии
30 декабря 1937 арестован. Обвинение состояло в том, что Благовещенский сын священника, имеет связи за границей, в частности, публикуется в Париже и Брюсселе, занимается вредительством в области здравоохранения.
5 сентября 1938 года решением Военной коллегией Верховного Суда СССР приговорён к смертной казни. Приговор был приведён в исполнение в тот же день.
Посмертно реабилитирован 30 ноября 1957 года Военной Коллегией Верховного Суда СССР за отсутствием состава преступления.

## Память
В честь Благовещенского созданы мемориальные доски в учебном музее кафедры микробиологии Донецкого медицинского университета и на здании городской больницы № 1 в г. Донецке (со стороны ул. Постышева), где находилась кафедра микробиологии во время работы Благовещенского.
Донецкая телестудия в 1995 году сняла документальный фильм о Благовещенском «Правда через годы».

## Семья
Жена — Ельская Софья Яновна (1897—1962) — ботаник-селекционер, ученица Николая Вавилова, в годы фашистской оккупации — участница подпольного движения.

Старший сын — Благовещенский — актёр и режиссёр Краснодарского драматического театра, в 1942 году арестован на фронте, осуждён и отправлен в лагерь ГУЛАГа, как сын «врага народа», где и умер. Реабилитирован в 1958 Военной Коллегией Верховного Суда СССР за отсутствием состава преступления посмертно.
Дочь — Благовещенская Ирина Николаевна (27 июля 1926, Казань — 1999, Донецк) — доктор медицинских наук, заведующая отделом физиологии и гигиены труда подростков НИИ Медико-экологических проблем Донбасса и угольной промышленности Министерства здравоохранения Украины. Сохранила фамилию репрессированного отца в течение всей своей жизни, в отличие от его сына Виктора.
Сын — Ельский Виктор Николаевич (19 июля 1933, Новороссийск - 2 декабря 2020, Донецк) — заведующий кафедрой патологической физиологии Донецкого медицинского университета имени М. Горького, член-корреспондент Академии медицинских наук Украины, доктор медицинских наук, профессор. Сменил фамилию на фамилию матери (Ельская), чтобы не бросалась в глаза связь с репрессированным отцом. Был Сталинским стипендиатом в годы обучения в институте, затем в 70-е годы XX века возглавлял партком института (КПСС). Связь со своим отцом — Благовещенским Н. Н. замалчивал до конца восьмидесятых. После официальной реабилитации отца активно участвовал во всех чествованиях его памяти.